# National Geographic Channel UK
|  | Sammenskrivningsforslag Artiklen National Geographic Channel UK er foreslået føjet ind i National Geographic (tv-kanal). (Siden november 2021) Diskutér forslaget |

National Geographic Channel er en britisk tv-kanal, der viser dokumentarprogrammer lavet af National Geographic Society.
Kanalen startede i Europa i september 1997 og delte frekvens med NBC Europe, indtil NBC Europe lukkede i 1998. Senere blev kanalen lanceret i USA og Asien. I dag sendes kanalen til over 143 lande, ca. 160 millioner husstande, og er tilgængelig på 25 sprog.
Den europæiske version drives i samarbejde med Fox' søsterselskab, BSkyB.
Dette inkluderer en engelsk version til Storbritannien og Irland, der udbydes af BSkyB og andre kabel-operatører.